# SunExpress
SunExpress (тур. Güneş Ekspres Havacılık A.Ş.) — авиакомпания, базирующаяся в Анталье, Турция. Она осуществляет регулярные и чартерные пассажирские авиаперевозки по Европе и Турции. Основная база — Аэропорт Антальи.

## История
Авиакомпания была основана в октябре 1989 года и начала коммерческие перевозки в апреле следующего года чартерными полётами во Франкфурт-на-Майне (Западная Германия). SunExpress была основана как совместное предприятие между Turkish Airlines и Lufthansa. В 1995 году Lufthansa передала свою долю SunExpress в авиакомпанию Condor Airlines с целью консолидации туристического бизнеса единый юнит. В феврале 2007 года Condor Airlines возвратила свою долю в проекте назад компании Lufthansa.
Собственники SunExpress: 50% Turkish Airlines и 50% Lufthansa. Авиакомпания перевезла чуть более 2 млн 358 тысяч пассажиров в 2006 году. С 617 сотрудниками, 373 из которых — лётный состав и стюардессы, SunExpress является крупнейшим работодателем в Анталье. С учётом 181 человек в измирском и 23 — во франкфуртском офисах, SunExpress даёт работу в общей сложности 821 человеку.
SunExpress — единственная турецкая авикакомпания, прошедшая сертификацию по ISO 9001, ISO 14001 и Ohsas 18001.

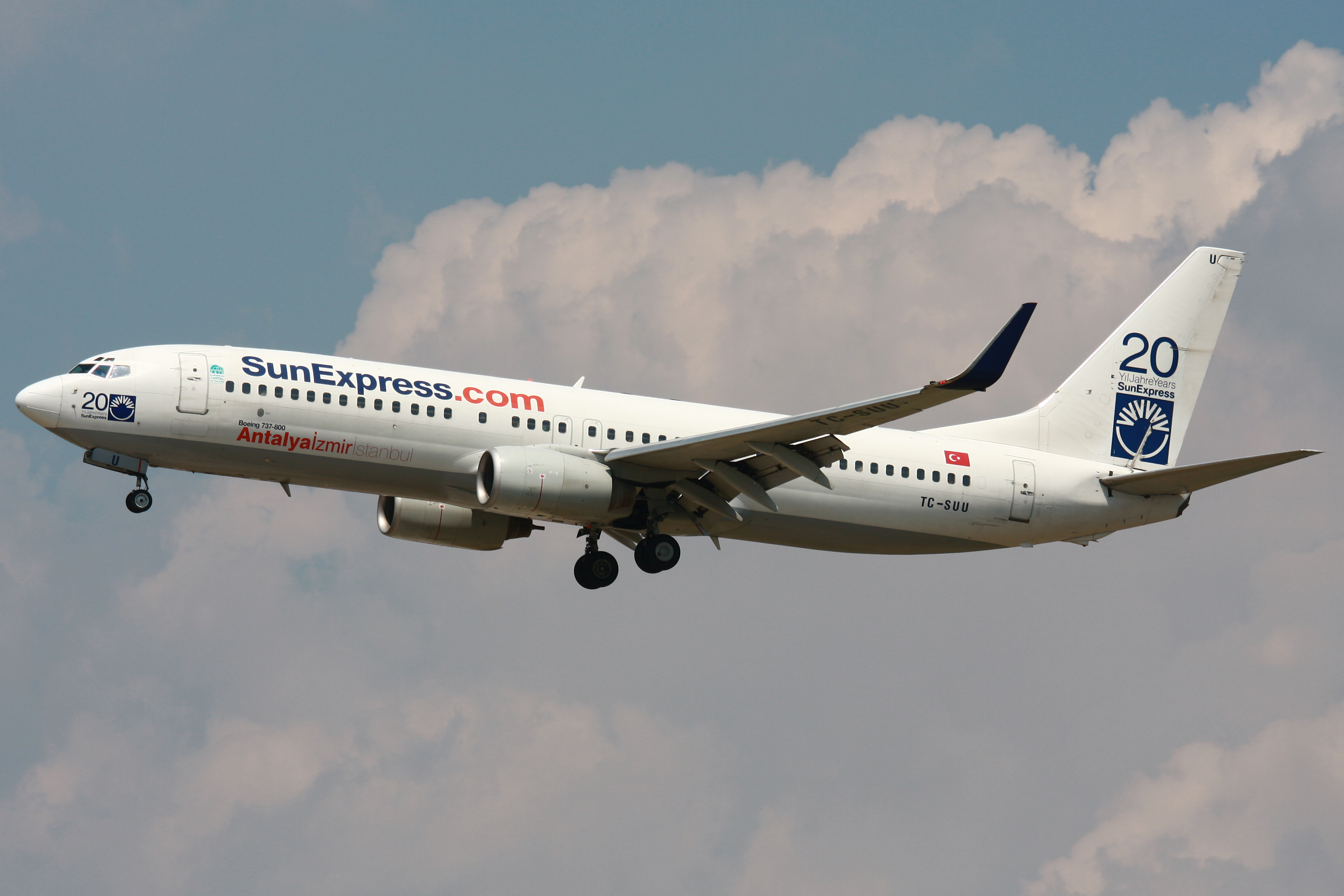
Boeing 737-800 SunExpress приземляется во Франкфурте-на-Майне, Германия

## Пункты назначения
На июнь 2017 SunExpress совершала полёты в следующие города:
- Россия
  - Москва — Жуковский
- Австрия
  - Вена — Вена-Швехат
  - Грац — Грац-Талерхоф
- Франция
  - Мюлуз — EuroAirport Basel-Mulhouse-Freiburg
- Германия
  - Берлин — Шёнефельд
  - Берлин — Тегель
  - Кёльн — Аэропорт Кёльн-Бонн
  - Дортмунд — Дортмунд
  - Дюссельдорф — Дюссельдорф

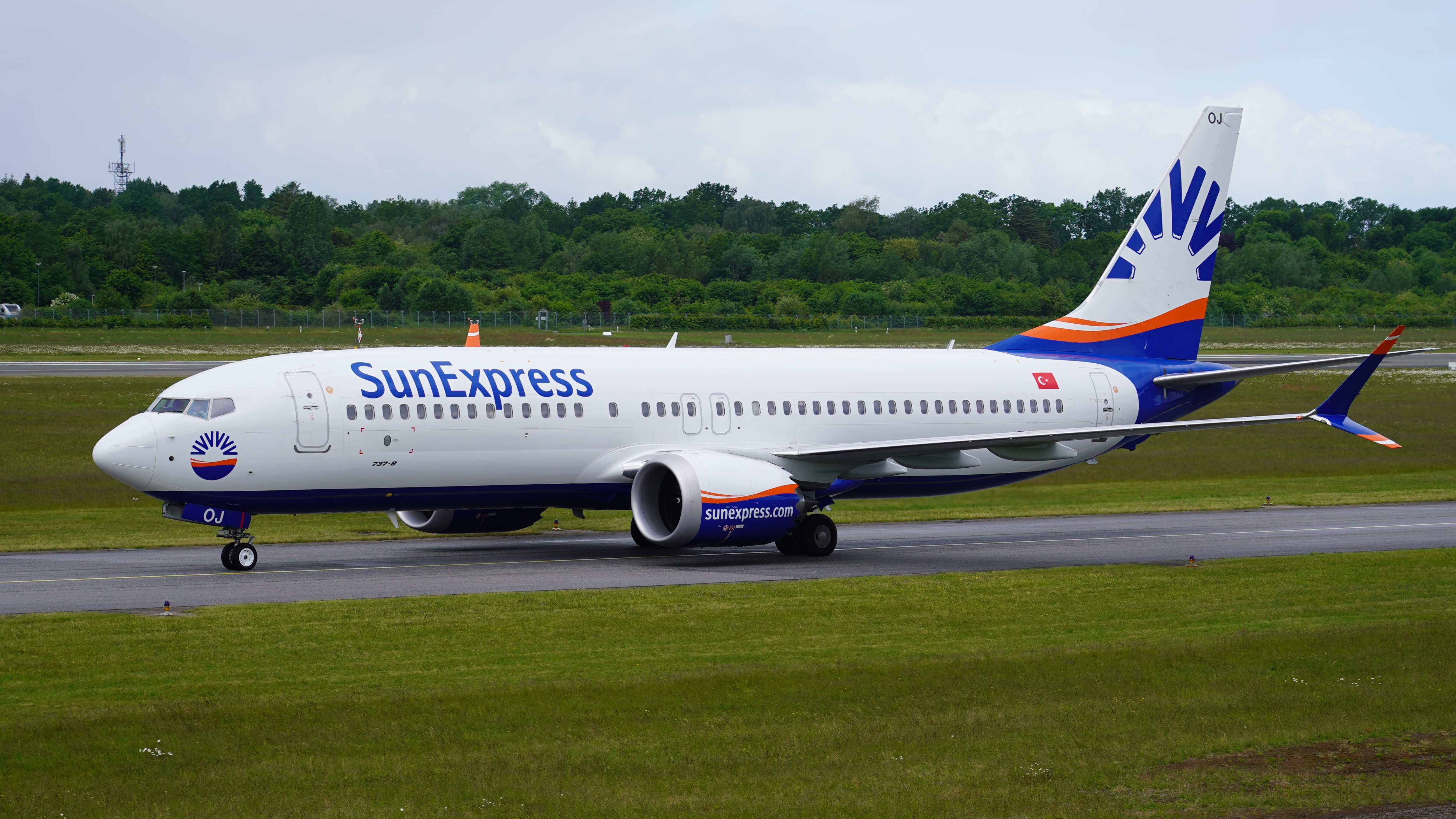
Boeing 737-8 MAX SunExpress

  - Boeing 737-8 MAX SunExpressФранкфурт-на-Майне — Франкфурт-на-Майне
  - Гамбург — Гамбург
  - Ганновер — Ганновер-Лангенхаген
  - Мюнхен — Мюнхен
  - Мюнстер — Мюнстер
  - Нюрнберг — Нюрнберг
  - Саарбрюккен — Саарбрюккен
  - Штутгарт — Штутгарт
- Греция
  - Афины — Афины
- Нидерланды
  - Амстердам — Схипхол
- Норвегия
  - Осло — Гардермуэн
- Швеция
  - Стокгольм — Стокгольм-Арланда
- Швейцария
  - Цюрих — Цюрих
- Турция
  - Адана — Adana Şakirpaşa Airport
  - Анталья — Анталья
  - Бодрум — Milas-Bodrum Airport
  - Диярбакыр — Diyarbakır Airport
  - Эрзинджан — Erzincan Airport
  - Эрзурум — Erzurum Airport
  - Газиантеп — Oğuzeli Airport
  - Хатай — Hatay Airport
  - Стамбул — Международный аэропорт имени Сабихи Гёкчен
  - Измир — Измир
  - Карс — Kars Airport
  - Кайсери — Erkilet International Airport
  - Малатья — Malatya Erhaç Airport
  - Мардин — Mardin Airport
  - Самсун — Samsun-Çarşamba Airport
  - Сивас — Sivas Airport
  - Трабзон — Trabzon Airport
  - Ван — Van Ferit Melen Airport
  - Енишехир — Yenişehir Airport

## Флот
По состоянию на июль 2024 года флот SunExpress состоит из следующих самолётов, средний возраст которых составляет 11,3 лет:

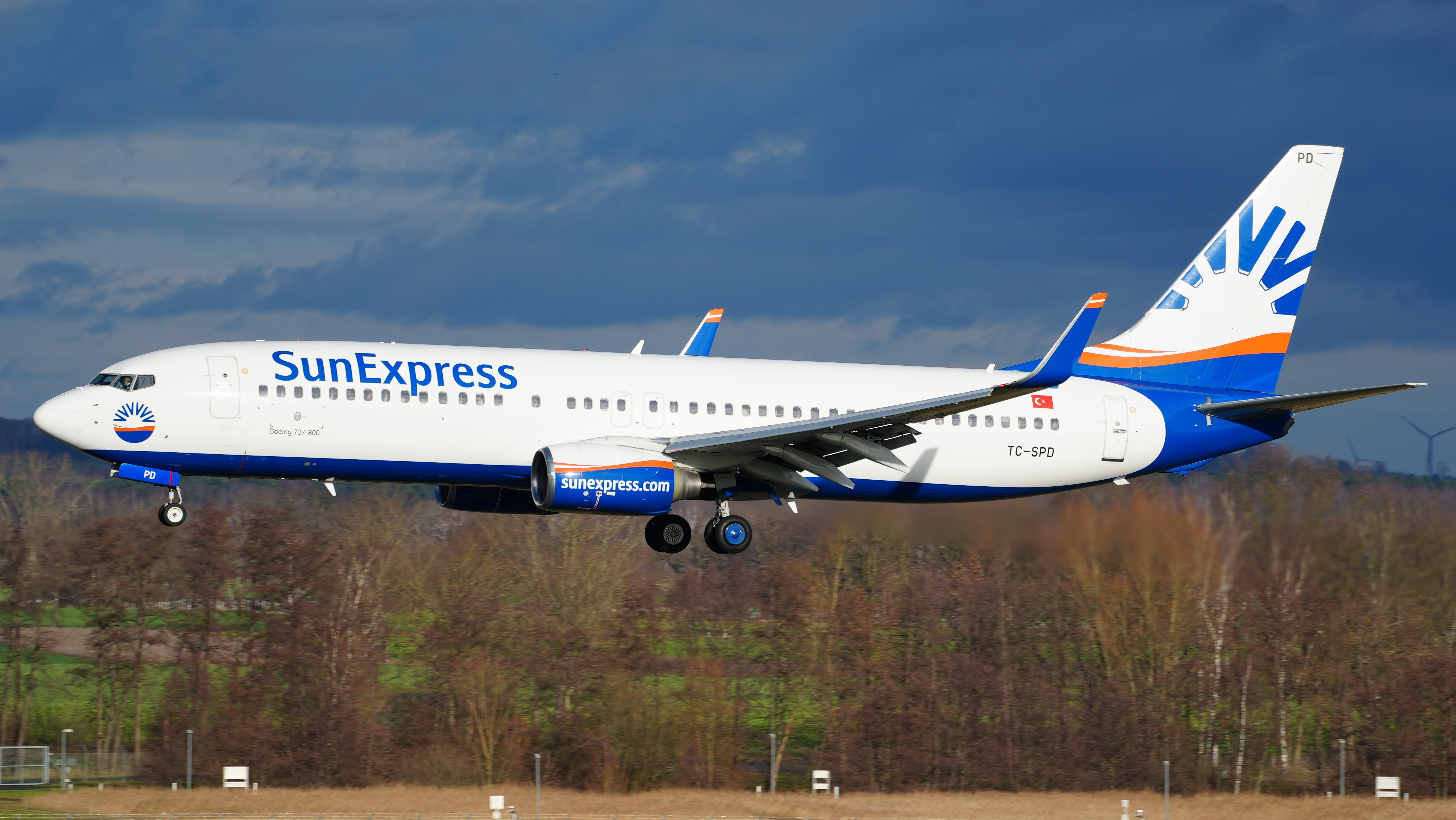
Boeing 737-800 SunExpress в аэропорту Ганновера

| Самолёт          | Эксплуатируется | Заказано | Пассажирских мест | Примечания |
| ---------------- | --------------- | -------- | ----------------- | ---------- |
| Airbus A320-200  | 4               | —        | Y180              |            |
| Boeing 737-800   | 57              | —        | Y189              |            |
| Boeing 737 MAX 8 | 15              | 1        | Y189              |            |
| Всего            | 76              | 1        |                   |            |